# Unihockey Schüpbach
Unihockey Schüpbach (bis 2020 UHT Schüpbach) ist ein Schweizer Unihockeyverein aus Schüpbach in der Gemeinde Signau. Die erste Mannschaft von Unihockey Schüpbach spielt in der 1. Liga Grossfeld (3. höchste Liga der Schweiz).

## Geschichte
Der Verein wurde am 6. Mai 1989 gegründet. Die erste Mannschaft des UHT Schüpbach bestand gleichzeitig aus dem Vorstand. Gleich in der ersten Saison konnte die Mannschaft den Aufstieg in die erste Liga meistern und den 3. Rang im Berner Cup erzielen. Zwei Jahre nach der Gründung schaffte Schüpbach erstmals den Aufstieg in die Nationalliga B und konnte sich dort bis zum Wiederabstieg 1995 drei Saisons lang halten. 1998 rutschte der Verein sogar in die viertklassige 2. Liga ab und meisterte den Wiederaufstieg erst 2002 wieder. Die 1. Liga war dann über ein Jahrzehnt Heimat der Emmentaler, abgesehen von einem einjährigen Ausflug in die 2. Liga in der Saison 2009/10. 2015 spielte die Mannschaft nach 20 Jahren Absenz wieder in der Nationalliga B.
Am 16. April 2017 verlor das UHT Schüpbach im fünften und letzten Spiel der Auf-/Abstiegsspiele gegen den UHC Pfannenstiel Egg-Maur-Oetwil am See. Damit stieg Schüpbach nach zwei Jahren in der zweithöchsten Liga wieder in die 1. Liga Grossfeld ab.

## Stadion
Die Mannschaften von Unihockey Schüpbach tragen ihre Heimspiele in der Ballsporthalle Oberemmental (BOE) in Zollbrück aus.